# Michele Viale-Prelà
Michele Viale Prelà (n. 29 septembrie 1798, la Bastia, Corsica - d. 15 mai 1860, Bologna) a fost un arhiepiscop și cardinal al Bisericii Catolice.

## Biografie

### Originea lui Michele Viale-Prelà
Michele Viale-Prelà s-a născut la Bastia, Corsica, Franța, la 29 septembrie 1798 într-o familie catolică înstărită.
Unchiul lui Michele Viale-Prelà a fost medicul papei Pius al VII-lea, iar fratele său, Benedetto, a fost medicul papei Pius al IX-lea. 

### Studiile
Michele Viale-Prelà a studiat teologia, filozofia și dreptul la Roma.  

### Cariera ecleziastică
- A fost hirotonit preot la 29 septembrie 1823.
- La 18 iulie 1841, a fost hirotonit episcop.
- La 20 iulie 1841, a fost numit nunțiu apostolic în Bavaria.
- La 7 mai 1845, a fost numit nunțiu apostolic la Viena, Imperiul Austriac.
- La 15 martie 1852, papa Pius al IX-lea l-a creat cardinal, in pectore.
- La 7 martie 1853, papa Pius al IX-lea a dat publicității existența cardinalului Michele Viale-Prelà.
- La 28 septembrie 1855, a fost înscăunat arhiepiscop de Bologna.

Printr-o mare solemnitate desfășurată la Catedrala din Blaj, la 28 octombrie 1855, Michele Viale-Prelà l-a instalat pe Alexandru Sterca-Șuluțiu, în calitate de arhiepiscop și mitropolit la Bisericii Române Unite cu Roma (greco-catolică).

### Sfârșitul vieții cardinalului Michele Viale-Prelà
Cardinalul Michele Viale-Prelà a decedat la Bologna, la 15 mai 1860, la vârsta de 60 de ani.

### Succesiunea apostolică
- Cardinal Scipione Rebiba
- Cardinal Giulio Antonio Santori (1566)
- Cardinal Girolamo Bernerio, O.P. (1586)
- Arhiepiscop Galeazzo Sanvitale (1604)
- Cardinal Ludovico Ludovisi (1621)
- Cardinal Luigi Caetani (1622)
- Cardinal Ulderico Carpegna (1630)
- Cardinal Paluzzo Paluzzi Altieri Degli Albertoni (1666)
- Papa Pietro Francesco Orsini, O.P. (1675)
- Papa Prospero Lorenzo Lambertini (1724)
- Papa Carlo della Torre Rezzonico (1743)
- Cardinal Marcantonio Colonna (1762)
- Cardinal Hyacinthe Sigismond Gerdil (1777)
- Cardinal Giulio Maria della Somaglia (1788)
- Cardinal Luigi Lambruschini (1819)
- Cardinal Michele Viale-Prelà